# John H. Starin
John Henry Starin, né le 27 août 1825 à Sammonsville (en) (État de New York) et mort le 21 mars 1909 à New York, est un homme d'affaires et entrepreneur, en particulier dans le domaine de la logistique et du divertissement, américain.
Membre de la Chambre des représentants des États-Unis pour New York, il est le fondateur de Starin's Glen Island (en), le tout premier parc d'attractions américain.

## Biographie
Petit-fils de l'homme politique Thomas Sammons, il fait des études de médecine à Esperance en 1842. Il crée en 1845 une entreprise de médicaments à Fultonville qu'il exploite jusqu'en 1858. De 1848 à 1852, il est le maître de poste de Fultonville puis entre dans le secteur du fret et de la logistique comme fondateur et président de Starin City River & Harbour Transportation Co. Dès les années 1870, il est considéré comme le plus l'entrepreneur le plus important du fret américain.
Le 4 mars 1877, il est élu comme Républicain au Congrès, mandat qu'il honore jusqu'au 3 mars 1881.
En 1878, Starin achète une série de petites îles au large de New Rochelle qu'il transforme en un parc d'attractions nommé Starin's Glen Island. Il fait des îles une station balnéaire importante, exploitant 12 bateaux à vapeur à destination et en provenance de New York. Les îles sont alors si populaires que des centaines de milliers de visiteurs sont amenés chaque saison dans les attractions qui comprennent un zoo, un musée d'histoire naturelle, un chemin de fer, un café en plein air installé autour d'une structure en forme de château qui existe toujours de nos jours, une plage pour la baignade et une pagode chinoise. Un bac à chaîne transporte aussi des visiteurs depuis un quai continental de Neptune Island.
La fréquentation atteint en 1882 un demi-million de visiteurs et en six ans, elle dépasse le million. Cependant, malgré le grand nombre de visiteurs, Starin souligne la nature sage des foules et le caractère ordonné de l'expérience, régie par un code de conduite de la classe moyenne. Son désir est d'offrir un environnement d'ordre et de civilité qui contraste avec l'atmosphère agitée de New York. L'un des effets de la popularité de Glen Island au début du XXe siècle est le fort développement de la ville de New Rochelle, qui rapidement se transforme en communauté de villégiature estivale.
De 1883 à 1909, il est président de la Fultonville National Bank. Il s'engage aussi dans les chemins de fer et est membre de la New York City Rapid Transit Commission. Starin est également directeur de la North River Bank, à New York, et de la Mohawk River National Bank.
Starin est mort à New York le 21 mars 1909 dans sa résidence du 9 West 38th St. à Manhattan. À sa mort, il est probablement le plus grand propriétaire individuel de bateaux à vapeur, de barges et de remorqueurs des États-Unis.

## Le mausolée Starin
Le mausolée Starin a été construit au cimetière de Fultonville au début des années 1880. Le bâtiment mesure environ 50 pieds de haut, 33 pieds de large et 24 pieds de profondeur. Le mausolée Starin ne se trouve plus au cimetière de Fultonville, mais des vestiges de la fondation peuvent encore être trouvés.
Lorsque John H. Starin meurt en 1909, il laisse la propriété et la garde du mausolée à la Starin Benevolent & Industrial Association, qui cesse d'exister en 1917. Dans les années 1970, le mausolée commence à se dégrader. À cette époque, il est également vandalisé à Halloween par un groupe d'adolescents, qui ont détruit la plupart des cercueils et des corps.
À l'été 1975, le mausolée est démoli, les restes des occupants sont réinhumés devant l'endroit où il se trouvait autrefois et des marqueurs sont placés sur les tombes. Au moment de la démolition, il ne restait pratiquement plus rien du mausolée. De nos jours, une modeste dalle de granit verticale avec un visage en bronze marque la tombe de Starin et celles des membres de sa famille.